# 2010 en Mauritanie
2008 en Mauritanie - 2009 en Mauritanie - 2010 en Mauritanie - 2011 en Mauritanie - 2012 en Mauritanie
 2008 par pays en Afrique - 2009 par pays en Afrique - 2010 par pays en Afrique - 2011 par pays en Afrique - 2012 par pays en Afrique -

## Chronologie

### Février 2010
- Lundi 22 février 2010 :
  - La police annonce avoir arrêté un homme présenté comme étant le « principal auteur » de l'enlèvement de trois humanitaires espagnols le 29 novembre en Mauritanie par AQMI.
  - Le ministère des Affaires étrangères « a décidé de rappeler son ambassadeur à Bamako pour consultation » en « dénonçant » la remise en liberté par le Mali de 4 islamistes (2 algériens, 1 burkinabè et 1 mauritanien), dont la libération était exigée par la branche maghrébine d'al-Qaida pour relâcher un otage français.

- Vendredi 26 février 2010 :
  - Dans la nuit de jeudi à vendredi, 3 hommes armés ont été tués dans un « accrochage » avec l'armée mauritanienne, au nord est de la localité de Lemzeirib, près de Cheggatt (région désertique de l'extrême nord-est), et 18 autres ont été faits prisonniers. Le groupe armé, affilié à AQMI, circulait à bord de quatre véhicules tout terrain, dont un petit camion transportant de la drogue[1].
  - Le journaliste Hanavi Ould Dehah, directeur du site d'information « Taqadoumy » détenu depuis huit mois notamment pour « incitation à la rébellion, outrage contre un homme politique et atteinte aux bonnes mœurs », a été remis en liberté à Nouakchott. Il a bénéficié d'une remise de peine à l'occasion du Maouloud, qui commémore la naissance du prophète Mahomet. Sa détention avait suscité de nombreuses protestations nationales et internationales[2].

### Mars 2010
- Jeudi 4 mars 2010 :
  - La France a signé avec la Mauritanie un « contrat de désendettement et de développement » annulant une dette de 17,4 millions d'euros afin que ce pays puisse investir ce montant dans des actions de développement. D'autres contrats avaient été signés en 2003 et 2005 pour une enveloppe globale de 26,55 millions d'euros[3].
  - Demande d'adhésion de la Mauritanie au Conseil des droits de l'homme des Nations unies par le Haut Commissaire des Droits de l’Homme et de l’Action Humanitaire Lemine Ould Dadde[4].

- Mardi 9 mars 2010 : Le Japon accorde au gouvernement mauritanien un don de 4,8 millions d'euros pour l'achat de vivres en faveur des populations des zones sahéliennes.

- Mercredi 17 mars 2010 : Le Japon accorde au gouvernement mauritanien un don de 4 millions d'euros« dans le cadre du programme pour l'amélioration de capacité pour faire face aux désastres naturels causés par le changement climatique » et « notamment destiné à faire face aux inondations qu'a connues le pays en 2009 ».

- Samedi 27 mars 2010 : Une dizaine d'organisations islamiques — notamment le groupe des "Ibadou-Arrahmane" (Sénégal), le Haut Conseil islamique malien et le conseil supérieur des imams (Côte d'Ivoire) — annonce, lors d'une rencontre entre érudits à Nouakchott, la création d'un « forum de l'islam modéré en Afrique de l'Ouest » pour faire face à l'extrémisme. Ce forum se veut « un cadre de concertations et d'échanges pour cultiver la tolérance et l'espoir face à l'extrémisme et la violence dus à l'ignorance des principes sacrés qui fondent l'islam ». La présidence du forum sera assurée par l'érudit mauritanien Mohamed El-Hacen Ould Dedaw, président de « l'Assemblée de l'avenir pour les prêches, la culture et l'enseignement » et initiateur du projet[5].

### Mai 2010
- Jeudi 13 mai 2010 : La Mauritanie est élue[6] membre au Conseil des droits de l'homme des Nations unies

- Dimanche 16 mai 2010 : Ouverture du procès de trois jeunes Mauritaniens, affiliés à Al-Qaïda au Maghreb islamique, et accusés de l'assassinat de quatre touristes français le 24 décembre 2007 à l'est de la ville d'Aleg. Quelques jours après, le célèbre rallye Paris-Dakar avait été annulé, pour la première fois de son histoire. La cour criminelle va également juger neuf autres personnes, inculpées pour « complicité » ou « collaboration » dans cette affaire. L'assassinat des touristes français, avait été suivi, trois jours plus tard, de la mort de militaires mauritaniens au cours d'une attaque dans le nord du pays. La même session examinera six autres dossiers, dont l'affaire des « tirs contre l'ambassade d'Israël et contre une discothèque voisine à Nouakchott le 1er février 2008 » ainsi que d'autres « dossiers individuels » de rebelles islamistes qui ont participé à un « dialogue spirituel » lancé en janvier à la prison de Nouakchott avec des théologiens mandatés par le gouvernement[7].

- Mardi 25 mai 2010 : Les trois Mauritaniens islamistes, jugés pour l'assassinat de quatre touristes français fin 2007, ont été condamnés à mort. Durant le procès, les trois condamnés à mort avaient plaidé non coupable, tout en se présentant comme des « soldats » d'Al-Qaida engagés dans le « jihad ». 8 autres accusés, reconnus complices, ont été condamnés à des peines de prison de 6 mois à 10 ans. Deux autres prévenus toujours en fuite seront jugés après leur arrestation[8].

### Juin 2010
- Mercredi 9 juin 2010 : Le ministre mauritanien de la Défense, Hamadi Ould Baba Ould Hamadi, déclare qu'il n'est « pas question pour la Mauritanie » de libérer de présumés terroristes d'Al-Qaïda pour obtenir la libération d'otages occidentaux : « Nous ne libèrerons aucun terroriste. C'est une question de principe. Ce serait mettre en jeu la sécurité de notre pays et de notre population […] Il n'est absolument pas question de libérer qui que ce soit ou de servir d'intermédiaire dans des libérations […] tant qu'il y aura des libérations de prisonniers ou des paiements de rançons, il y aura du terrorisme ».

### Juillet 2010
- Dimanche 11 juillet 2010 : Al-Qaida au Maghreb islamique (AQMI) menace de tuer dans les 15 jours l'otage français, Michel Germaneau (78 ans) enlevé le 19 avril au Niger, si la France ne répondait pas favorablement à ses demandes d'une libération de plusieurs de ses membres détenus dans des pays de la région.

- Mercredi 21 juillet 2010 : Un Malien, Omar Sid'Ahmed Ould Hamma (52 ans), dit « Omar le Sarhaoui », principal accusé du rapt de trois Espagnols en Mauritanie commandité par al-Qaida au Maghreb islamique (AQMI), est condamné à 12 ans de travaux forcés, tandis qu'un berger mauritanien de 75 ans a écopé d'un an avec sursis et que quatre autres accusés ont été acquittés.

- Jeudi 22 juillet 2010 : L'armée mauritanienne lance avec l'armée française le raid de l'Akla contre al-Qaida au Maghreb islamique (AQMI) dans le nord du Mali pour « chercher l'otage français » Michel Germaneau (78 ans) enlevé le 19 avril au Niger. Six terroristes auraient été tués et 4 autres ont réussi à fuir au cours de cette opération. Selon le ministre français de la Défense, Hervé Morin : « Des moyens militaires français ont apporté un soutien technique et logistique à une opération mauritanienne destinée à prévenir une attaque d'Al-Qaïda au Maghreb islamique (AQMI) contre la Mauritanie […] Ce soutien militaire français rentre dans le cadre de l'appui que la France apporte aux pays de la région engagés dans la lutte contre le terrorisme ».

- Samedi 24 juillet 2010 : La Coordination de l'opposition démocratique (COD) exprime sa « vive inquiétude » après l'opération de militaires mauritaniens menée jeudi, avec le soutien de la France, contre une unité d'al-Qaida au Maghreb islamique (Aqmi) au Mali :«  L'opération a été menée avec la participation de troupes étrangères… sans concertation préalable avec le pays dont le territoire lui a servi de théâtre ». Il s'agit d'une « situation de guerre non déclarée » sans « l'aval du Parlement ». L'opposition « appelle le gouvernement à éclairer l'opinion nationale sur les vraies circonstances de cette opération, ses mobiles et les objectifs visés derrière elle  » et exige aussi « une clarification de la situation des forces étrangères qui se trouvent actuellement » en Mauritanie « et dont l'opération d'hier vient de confirmer la présence ».

### Août 2010
- Lundi 16 août 2010 : Le gouvernement autorise l'extradition vers Bamako du Malien « Omar le Sahraoui », condamné pour l'enlèvement des trois Espagnols fin 2009. Cette extradition serait un geste pour aider à la libération des deux otages espagnols restants, le premier a dernièrement été relâché par AQMI.

- Mercredi 25 août 2010 : AQMI revendique une tentative d'attentat menée par un jeune candidat au suicide mauritanien contre une caserne de l'armée, à Néma (sud-est). de la Mauritanie).

### Septembre 2010
- Mercredi 8 septembre 2010 : Le président Mohamed Ould Abdel Aziz gracie 35 islamistes détenus, condamnés ou en instance de jugement dans des affaires de terrorisme, à l'occasion de la fête de fin du Ramadan. Ils auraient officiellement exprimé leur « repentir » et se seraient engagés à « se conformer à l'islam sunnite tolérant » au cours d'un dialogue mené en janvier au sein de la prison par des théologiens mandatés par le gouvernement. Après ces libérations, il resterait encore 35 islamistes, moins modérés, à la prison de Nouakchott.

- Vendredi 17 septembre 2010 : La France commence l'évacuation de ses ressortissants présents dans la « zone rouge » du Sahel où sont susceptibles d'opérer les activistes d'Al-Qaida au Maghreb islamique (AQMI), soit quelques dizaines de Français se trouvant dans cette région à cheval entre le Niger, le Mali et la Mauritanie. Une quinzaine de Français devraient rester à Niamey[9].

- Samedi 18 septembre 2010 : Des combats entre l'armée mauritanienne et des éléments d'AQMI dans le nord du Mali ont débuté vendredi soir. Les affrontements se déroulaient à l'arme lourde à Raz-El-Ma à 235 km à l'ouest de Tombouctou[10]. 12 membres insurgés islamistes ont été tués et plus quelques dizaines d'autres blessés près de la localité malienne de Areich Hindi, non loin de Hassisidi. D'autre part 5 soldats mauritaniens ont été tués et 9 autres blessés. Selon d'autres sources, le bilan seraient d'une quinzaine de militaires mauritaniens tués, car « AQMI a entraîné les Mauritaniens dans le désert pour les piéger »[11]. L'armée mauritanienne aurait engagé des avions dans les combats.

- Dimanche 19 septembre 2010 : L'aviation mauritanienne assure avoir détruit, au nord du mali, trois véhicules d'AQMI lors d'un raid aérien contre une colonne de sept véhicules transportant des « terroristes ». Selon des témoins des civils auraient été tués (deux femmes) et blessés (quatre hommes) au cours de ce raid aérien.

- Lundi 20 septembre 2010 :
  - L'armée mauritanienne aurait, au cours de son offensive dans le nord du Mali, « faits prisonniers » 6 individus suspectés d'être en lien avec AQMI. Lors des combats, deux soldats mauritaniens ont succombé à leurs blessures, portant à huit le nombre de militaires tués au Mali durant l'offensive lancée par la Mauritanie. De son côté AQMI aurait perdu 12 combattants depuis samedi.
  - Al-Qaida au Maghreb islamique accuse le régime mauritanien de « tuer des civils » au Mali, d'être « l'agent de la France » et porte des menaces contre le président Mohamed Ould Abdel Aziz[12].

- Mardi 21 septembre 2010 : La Mauritanie annonce la prochaine remise de 20 ressortissants maliens au Mali. Ils avaient été arrêtés en février et accusés de « trafic de drogue et de soutien » à Al-Qaida au Maghreb islamique, établissant ainsi un lien entre les activités d'AQMI et le narcotrafic.. Leur extradition coïncide avec la visite à Bamako du président Mohamed Ould Abdel Aziz à l'occasion du cinquantenaire de l'indépendance du Mali.

- Mercredi 22 septembre 2010 : Al-Qaïda au Maghreb islamique fait état de son bilan à la suite des combats, du 17 au 19 septembre, contre l'armée mauritanienne dans le nord du Mali. L'organisation terroriste affirme avoir infligé « une cuisante défaite » en tuant « 19 militaires » et en blessant des dizaines d'autres. D'autre part « 5 véhicules en bon état » auraient été récupérés et 2 autres détruits. Par ailleurs AQMI affirme que des militaires français ont pris part aux combats au côté de l'armée mauritanienne[13].

- Jeudi 30 septembre 2010 : Un Boeing 737-800 d'Air Algérie avec 95 passagers à bord, est bloqué depuis la veille à Nouakchott, « a essayé par deux fois sans succès de quitter » avant de devoir se poser à nouveau[14].

### Octobre 2010
- Dimanche 17 octobre 2010 : Un homme, membre de l'ex-Groupe salafiste pour la prédication et le combat, recherché pour terrorisme en Mauritanie est arrêté au Mali. Il aurait participé en 2005 à l'attaque de Lemgheity contre une garnison militaire qui avait tué 15 militaires mauritaniens[15].

- Mercredi 20 octobre 2010 :
  - Les inondations dues aux des pluies diluviennes de ces derniers mois ont fait 21 morts et quelque 50.815 sinistrés.
  - Trois jihadistes mauritaniens ont été condamnés à mort par la Cour criminelle de Nouakchott, Khadim Ould Semman, Sidi Ould Sidna et Maarouf Ould, notamment pour participation à une fusillade au cours de laquelle un policier avait été tué à Nouakchott en 2008 et 8 autres prévenus ont été condamnés à des peines allant de deux à quinze ans de prison ferme. Sidi Ould Sidna et Maarouf Ould ont déjà été condamnés à mort pour l'assassinat de quatre touristes français fin 2007 à Aleg (sud). Khadim Ould Semman, chef de l'organisation « Ansarou Allah » (sympathisants de Dieu), affiliée à Al-Qaïda au Maghreb islamique menace la France de « nuits noires » et de « liquidations physiques d'apostats et de mécréants ».

### Novembre 2010
- Dimanche 21 novembre 2010 : L'armée mauritanienne affirme que 28 jeunes Mauritaniens membres d'AQMI avaient fui les camps de l'organisation dans le Sahara et s'étaient rendus à l'armée mauritanienne. Certains sont âgés de 14 ans et ont été frappés dans ces camps. Quelques jours plus tôt, la fuite de six jeunes Mauritaniens des bases d'Aqmi, avait permis l’infiltration par des éléments de l’armée mauritanienne pour obtenir ces nouvelles défections.

- Dimanche 28 novembre 2010 : Al-Qaïda au Maghreb islamique nie la défection d'une trentaine de ses membres et des dissensions au sein du groupe, parlant d'une « sale guerre médiatique » de Nouakchott et demande aux « frères musulmans » en Mauritanie à ne pas se fier « à ces informations sur des dissensions, fabriquées dans les labyrinthes des services de renseignement », et aux journalistes à ne pas publier « ces mensonges ». Une nouvelle loi sur le terrorisme, adoptée en juillet par le Parlement mauritanien, avait ouvert la voie du repentir aux combattants islamistes, pour tenter de contrecarrer l'expansion d'Aqmi dans les pays du Sahel[16].

### Décembre 2010
- Lundi 20 décembre 2010 :
  - Six militants mauritaniens d'une ONG anti-esclavagiste (l'Initiative pour la résurgence du mouvement abolitionniste) ont été inculpés et écroués pour « rassemblement non autorisé, agression contre les forces de l'ordre et direction d'une association non reconnue » après une manifestation pour dénoncer deux cas d'esclavage. Ils avaient été arrêtés le 13 décembre à la suite d'une manifestation dénonçant des pratiques présumées esclavagistes contre deux filles, âgées de 10 et 14 ans[17].
  - Démantèlement d'« un des plus importants réseaux » de trafiquants de drogue, arrêtés début décembre et durant le week-end, dans le nord du Mali et en Mauritanie à la limite de la frontière avec l'Algérie. Surnommé "Polisario", car « il était composé à plus de 90 % d’éléments issus des camps du Polisario » et « avait des relais dans chaque pays de la bande sahélo-saharienne »[18]. Le 7 décembre, l'armée mauritanienne avait annoncé avoir tué deux hommes et en avoir capturé sept, durant une attaque contre une « bande de trafiquants de drogue » dans l'est de la Mauritanie, à la frontière avec le Mali. Le présumé chef du groupe, un Sarahoui appelé Soultani Ould Ahmadou Ould Baddi, alias Sléitine, a été atteint d’une balle à l’abdomen au moment de son arrestation en Mauritanie